# Laphria milvina
Laphria milvina är en tvåvingeart som beskrevs av Stanley Willard Bromley 1929. Laphria milvina ingår i släktet Laphria och familjen rovflugor. Inga underarter finns listade i Catalogue of Life.